# 皱纹鸭嘴螺
皱纹鸭嘴螺是原始腹足目裂螺科笠罅螺属的一种。
本物種分布於新加坡、印度尼西亚、中国大陆、香港、台湾及阿拉伯半岛東部(GO, Mas)，常栖息在潮间带岩礁区。